# Семён Дежнёв (ледокол)
«Семён Дежнёв» — дизель-электрический ледокол проекта 97А. Назван в честь русского землепроходца и морехода, исследователя Восточной и Северо-Восточной Сибири казачьего атамана Семёна Дежнёва.

## История
Ледокол построен в Ленинграде на Адмиралтейском заводе по проекту 97А (гражданская модификация ледоколов проекта 97, строившихся для ВМФ СССР); заводской номер 782. Судно было заложено 30 марта 1971 года и спущено на воду 31 августа 1971 года. 28 декабря 1971 года портовый ледокол «Семён Дежнёв» вошёл в состав Балтийского морского пароходства, ответственным сдатчиком являлся В. М. Мокеев.
На судне установлены 3 дизель-генератора постоянного тока номинальной мощностью по 1800 л. с., а также 3 гребных электродвигателя постоянного тока, приводящие во вращение 2 кормовых и 1 носовой винт. Электрооборудование было изготовлено на «Электросиле». В 1999 году судно прошло модернизацию: в составе дизель-генераторов были заменены дизельные двигатели — установлены 3 новых Wärtsilä 6L26A голландской сборки мощностью по 2040 л. с., обновлено навигационное оборудование.
В федеральный период портовый ледокол «Семён Дежнёв» вошёл в состав Санкт-Петербургского филиала (с 2011 года — Северо-Западный бассейновый филиал) ФГУП «Росморпорт». Судно работает в акватории Морского порта Санкт-Петербург, обеспечивая проводку по Морскому каналу от причалов порта до Приёмного буя.
Зимой 2002—2003 года в порту сложилась тяжёлая ледовая ситуация, но слаженная работа служб и хорошая подготовка ледокольного флота позволила обеспечить транспортный процесс в порту.
В 2005 году сложилась плачевная ситуация с кадрами для ледокольного флота Санкт-Петербурга. Капитан судна Михаил Шадский участвовал в обсуждении этого вопроса с прессой, защищая интересы экипажа своего корабля.
В феврале 2006 года ледокол был снят с текущей работы для спасения терпящих бедствие рыбаков. Лодка с двумя людьми была обнаружена в районе маяка Островной (западнее Лужской губы).
Экипаж судна участвовал в решении крайне тяжелой ледовой ситуации зимы 2010—2011 года, когда в ожидании проводки находилось более 100 судов одновременно.
В начале 2012 года ледокол попал на новостные ленты в связи с первой ледовой проводкой года. 19 января появилось сообщение о том, что в процессе выполнения ледовой проводки ледокол потерял ход и заблокировал вход в порт. Позже со стороны администрации порта поступило сообщение о том, что остановка была плановой и не помешала заходу судов в порт.
Капитаны судна по состоянию на 2010 год:
- 1971—2000 годы: Леонид Семёнович Исаченко;
- с 15 ноября 2000 года: Михаил Вячеславович Шадский.